# Johan van Gelein Vitringa
Johan van Gelein Vitringa (Arnhem, 21 januari 1874 - Wassenaar, 6 maart 1945) was een Nederlands jurist en raadsheer in de Hoge Raad der Nederlanden. Hij geldt als de grondlegger van het relativiteitsvereiste in het Nederlandse aansprakelijkheidsrecht.
Van Gelein Vitringa werd geboren te Arnhem als zoon van advocaat mr. Lambertus Julius van Gelein Vitringa en diens vrouw Evelina Schneither. Hij studeerde rechten aan de Universiteit Leiden van 1893 tot 1897; op 25 juni 1897 promoveerde hij aldaar op stellingen. Na zijn promotie werd hij adjunct-commies bij de provinciale griffie van Gelderland in zijn geboorteplaats Arnhem. Hij trouwde daar op 28 maart 1901 met Elisabeth Helena van Tienhoven. In 1903 werd Van Gelein Vitringa commies bij het ministerie van Justitie; drie jaar later werd hij rechter bij de Rechtbank Tiel en nog drie jaar later bij de Rechtbank Den Haag. In 1920 werd hij vicepresident van de rechtbank; een jaar later werd hij benoemd tot raadsheer bij het Gerechtshof Den Haag. Van 1913 tot 1914 was hij lid van de staatscommissie-Oppenheim, die de regeling van het algemeen kiesrecht voorbereidde.
Op 8 juni 1923 werd Van Gelein Vitringa door de Hoge Raad aanbevolen voor benoeming tot raadsheer ter vervulling van een vacature die was ontstaan door het overlijden van vicepresident Seerp Gratama en de benoeming van J.A.A. Bosch tot vicepresident. De Tweede Kamer nam de aanbeveling ongewijzigd over op haar voordracht en de benoeming volgde op 23 juni 1923. Van Gelein Vitringa werd op 1 september 1941 ontslagen nadat Arthur Seyss-Inquart de wettelijke leeftijd had verlaagd tot 65 jaar in plaats van de gebruikelijke 70. Hij overleed op 6 maart 1945 te Wassenaar.